# Seán Gannon
 (août 2019).
Seán Gannon, né le 11 juillet 1991 à Dublin en Irlande, est un footballeur irlandais qui évolue au poste d'arrière droit au Shelbourne FC. En 2022, il remporte son neuvième titre de champion d'Irlande, titres obtenus avec trois clubs différents.

## Biographie

### Shamrock Rovers
Seán Gannon commence sa carrière dans le club de Shamrock Rovers. Il joue son premier match dans le Championnat d'Irlande le 12 septembre 2011, face au St. Patrick's Athletic FC. Il est titulaire ce jour-là et les deux équipes se séparent sur un score nul (1-1).

### St. Patrick's Athletic
Le 27 novembre 2012, Seán Gannon rejoint le St. Patrick's Athletic FC. Il joue en tout 22 matchs et inscrit un but toutes compétitions confondues avec ce club, et glane le premier trophée de sa carrière en étant sacré champion d'Irlande en 2013.

### Dundalk FC
Gannon rejoint le club de Dundalk FC pour la saison 2014, où il retrouve son ancien entraîneur de Shamrock Rovers, Stephen Kenny. Il joue son premier match en championnat sous ses nouvelles couleurs le 7 mars 2014, lors d'une défaite de son équipe face à Drogheda United (4-1). Il inscrit son premier but le 4 avril 2014, contre son ancienne équipe, le St. Patrick's Athletic FC. Ce jour-là Dundalk s'impose sur le score de quatre buts à un. Il devient rapidement un titulaire dans la défense de Dundalk et cette saison là il est sacré champion d'Irlande.
Le 15 juillet 2015 Seán Gannon joue son premier match de Ligue des champions lors de la rencontre de qualification face au BATE Borisov. Il est titulaire ce jour-là mais son équipe s'incline sur le score de deux buts à un.
Par la suite, il est sacré à nouveau champion d'Irlande et grâce aux succès de Dundalk il participe à plusieurs reprises à la Ligue des champions.
Avec Dundalk il participe à la phase de groupe de la Ligue Europa 2020-2021, affrontant notamment le Rapid Vienne, le Molde FK et l'Arsenal FC. Dundalk s'incline toutefois à chacune de ces doubles confrontations.

### Retour aux Shamrock Rovers
Le 16 décembre 2020, les Shamrock Rovers annoncent le retour au club de Seán Gannon. Il joue son premier match depuis son retour le 19 mars 2021 contre St. Patrick's Athletic, en championnat (1-1 score final).

## Palmarès

### En club
Avec  St. Patrick's Athletic FC
- Championnat d'Irlande
  - Vainqueur en 2013

Avec  Dundalk FC
- Championnat d'Irlande
  - Vainqueur en 2014, 2015, 2016, 2018 et 2019.
- Coupe d'Irlande
  - Vainqueur en 2015, 2018 et 2020.

Avec les Shamrock Rovers
- Championnat d'Irlande
  - Vainqueur en 2011 puis 2021 et 2022

### Distinctions personnelles
- Membre de l'équipe-type du Championnat d'Irlande en 2014, 2015, 2016, 2017 et 2018.